# Conselho Municipal
Um conselho municipal é o governo local de uma municipalidade. Especificamente, o termo pode referir-se às instituições de vários países que podem ser traduzidas por este termo. Em Inglês pode referir-se que também são chamados de  Conselho de cidade e Conselho de vilas.
O objetivo dos Conselhos Municipais é a participação popular na gestão pública para que haja um melhor atendimento à população. A proliferação destes Conselhos representa um aspecto positivo ao criar oportunidades para a participação da sociedade na gestão das Políticas Públicas.

## História
O mais antigo órgão institucional do Estado é o Conselho de Anciões, como centro das suas discussões e decisões. A ancianidade é a mais antiga representatividade.
A forma de administração através de Conselhos não é nova na História, temos como exemplos:
- Conselho de Anciões (70 anciãos no tempo de Moisés (Números 11:16-17)
- Conselho dos Quinhentos (Gerontocrático), na Grécia antiga;
- Conselhos Consultivos nas treze primeiras colônias britânicas na costa leste da América do Norte.
- Conselhos Administrativos nas colônias, de Portugal (Séc. XII e XV)
- Comuna de Paris (1870)
- Sovietes Russos (1917-1921)
- Comuna Spartacus, de Berlim (1919)
- República dos Conselhos Operários, da Hungria (1919)
- Räte alemães (década de 20)
- Conselhos Operários de Turim, na Itália (1919 a 1920)
- Comitês-governo espanhóis, durante a Revolução (1936 a 1939)
- Teses de Pulacayo, na Bolívia (1946)
- Conselhos de Autogestão, na Yugoslava (1950)
- Conselhos Operários, na Alemanha (1953)
- Revolução dos Conselhos, Hungria (1956)
- Revolta Operária, na Polônia (1956 e 1970)
- Solidarnosc, na Polônia (1980 e 1981)
- Comuna de Shangai, na China (1966)
- Revolução dos Conselhos, na Argélia (1962)
- Primavera de Praga, Tchecoslováquia (1968)
- Assembléia Popular, na Bolívia (1971)
- Conselhos de Autogestão, de Gdansk (1981)

## França
A primeira experiência que se tem notícia a respeito de conselhos populares que contaram com a presença de segmentos sociais representativos, ocorreu na França (1871, Comuna de Paris).
Apesar das enormes diferenças entre as populações, cada uma das comunas da República Francesa possui um prefeito (em francês:  maire) e um conselho municipal (em francês:  conseil municipal) que gerem a comuna de mairie (city hall), exatamente com os mesmos poderes e não importa o tamanho da comuna e do Conselho. A única exceção é a cidade de Paris, onde a polícia da cidade está nas mãos do Estado central, e não nas mãos do prefeito de Paris. Essa uniformidade do estatuto é uma herança clara da Revolução Francesa, que queria acabar com as idiossincrasias locais e as enormes diferenças de status que existia no reino da França.
O tamanho de uma comuna alivia questões, no entanto, em dois domínios: a lei francesa determina o tamanho do conselho municipal de acordo com a população da comuna e o tamanho da população determina o processo de votação que é usado para a eleição do Conselho Municipal .
- Anexo:Listas de comunas da França
- Comuna (subdivisão)
- Lista das quinze maiores áreas metropolitanas francesas por população

## Índia
Ver nagar palika para municipalidades da Índia.

## Moçambique
Em Moçambique, o conselho municipal é o órgão executivo do município, o seu governo, com funções semelhantes às das prefeituras brasileiras ou câmaras municipais, portuguesas. É composto por um presidente e por um número variável de vereadores, aos quais podem ser atribuídos pelouros.
O presidente do conselho municipal é votado separadamente dos membros da Assembleia Municipal nas eleições autárquicas, que se realizam de cinco em cinco anos. É o presidente eleito que nomeia os vereadores, dentre políticos ou técnicos (ou administrativos) de sua confiança.

## Moldávia
O Conselho Municipal na Moldávia é o corpo governante em cinco municipalidades: Chişinău, Bălţi, Tiraspol e Bendery (também conhecido como Tighina ou Bender). O  Conselho Municipal (Língua moldávia: Consiliul municipal) serve como um órgão consultivo com alguns poderes de deliberação política geral. É composto por um número determinado de conselheiros legalmente (por exemplo 35 em Bălţi) eleitos a cada quatro anos, representando os partidos políticos e conselheiros independentes. Uma vez eleitos, os conselheiros podem fazer frações no interior do Conselho Municipal.
Última eleições regionais da administração pública local, realizada em Bălţi em junho de 2007 trouxe ao poder o Partido dos Comunistas da República da Moldávia (PCRM), que detém 21 mandatos, 11 mandatos são ocupados por representantes de outros partidos, e 3 mandatos por independentes. Há duas frações no Conselho Municipal: fração PCRM (21 conselheiros) e fração  "Meleag" (3 conselheiros independentes e 4 representantes dos diferentes partidos).
O prefeito do município é eleito por quatro anos. Em Bălţi, Vasile Panciuc (PCRM) é o incumbente para 2001 e foi reeleito duas vezes: em 2003, durante as eleições antecipadas (como resultado de uma nova reforma da divisão administrativa da Moldávia, em 2003), e em 2007. Em Chişinău, as últimas eleições de prefeito teve de ser repetida três vezes, por causa da baixa taxa de participação. Como resultado, Dorin Chirtoacă (Partido Liberal), nas eleições da Chişinău, ganhou o prefeito anterior.

## Portugal
Em Portugal, os conselhos municipais são orgãos consultivos dos municípios. Formam, juntamente com a assembleia municipal e a câmara municipal, o conjunto dos órgãos representativos de cada município. Entre outros, estão estabelecidos os conselhos municipais de Segurança, de Educação, de Ambiente e de Desportos. A criação, a composição e a competência específica da cada um deles é definida por uma lei especial, emanada da Assembleia da República. Normalmente, são compostos por representantes das assembleias e câmaras municipais, dos orgãos representativos das freguesias, das instituições públicas e privadas locais interessadas e da sociedade civil.

## Equivalentes nos diferentes paises
- França : Conselho municipal (Conseil municipal)
- Itália : Conselho comunal (Consiglio comunale)
- Países Baixos : Conselho municipal (Gemeenteraad)
- Bélgica : Conselho comunal
- Áustria : Conselho municipal (Gemeinderat)
- Marrocos : Conselho comunal
- Noruega : Diretoria comunal (Kommunestyre)